# Guy Veloso
Guy Veloso (* 22. Oktober 1969 in Belém, Pará, als Guy Benchimol de Veloso) ist ein brasilianischer Dokumentarfotograf und Professor.

## Werdegang
Veloso wurde 1969 in Belém, geboren, und arbeitet auch heute dort. Er studierte bis 1991 Jura an der Universidade da Amazônia in Pará. 

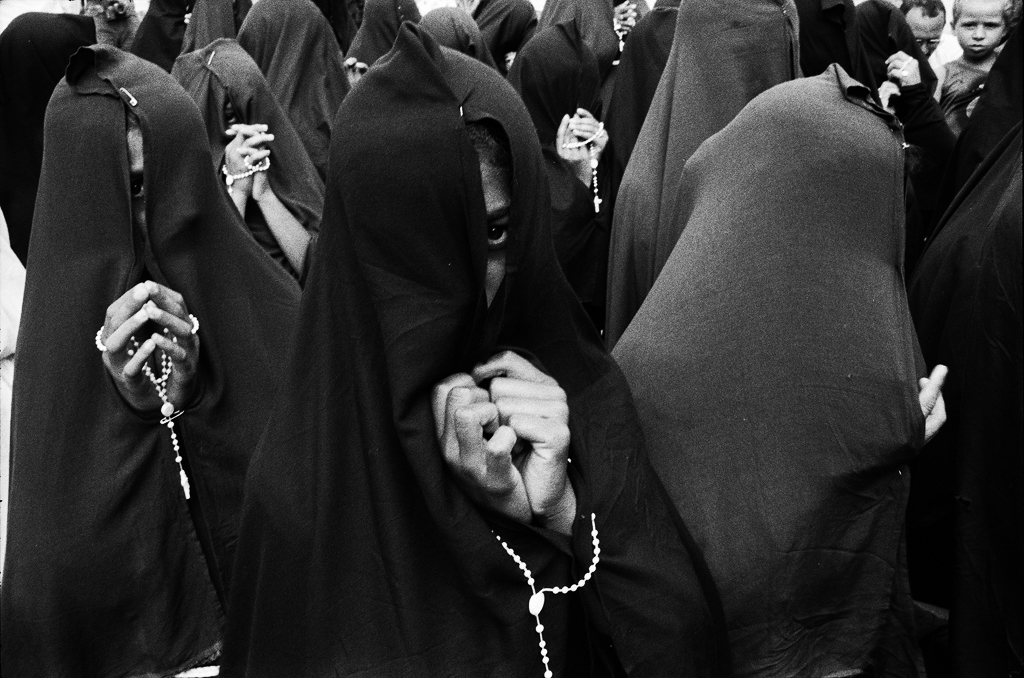

Guy Veloso ist seit 1989 Fotograf. Seine Arbeiten sind Bestandteil der Sammlungen verschiedener Institutionen, darunter die Essex Collection of Art from Latin America der University of Essex, das Centro Português de Fotografia in Porto, Portugal, das Museo De Las Americas in Denver, USA, das Museu de Arte Moderna in Rio de Janeiro, das Museu de Arte Moderna in São Paulo und das Museu de Arte de São Paulo.
2003 veröffentlichte er das Buch Via Láctea - Pelos Caminhos de Compostela über seine Erfahrungen auf dem Jakobsweg.
2005 begann er seine Arbeit als Kurator. 
In Deutschland stellte Veloso seine Arbeiten 2007 bei Leica in Solms aus.
Seine Projekte wurden u. a. 2010 bei der 29. Biennale von São Paulo, Brasilien, und 2017 bei der 4. Biennale of the Americas in Denver, USA, gezeigt.
Im Jahr 2011 war er Kurator für brasilianische zeitgenössische Fotografie auf dem 23. Europalia Arts Festival in Brüssel, Belgien. 2012 war er an einem Buch zur Fotografie in Brasilien von Boris Kossoy und Lilia Schwarcz beteiligt. 2017 veröffentlichte er das Buch Guy Veloso mit Texten von Eder Chiodetto.
Veloso hält Vorträge und Workshops und publiziert.

## Fotografie
Gegenstand seiner Arbeiten sind hauptsächlich religiöse Bräuche und Zeremonien sowohl in Brasilien als auch im Ausland. Dazu gehören beispielsweise Pilgerreisen auf dem Jakobsweg in Spanien und Fotografien von Sathya Sai Baba und dem 14. Dalai Lama.
Das Projekt Penitentes: Dos Ritos de Sangue à Fascinação do Fim do Mundo von 2012, an dem Veloso acht Jahre arbeitete, beschäftigt sich mit 118 verschiedenen Religionsgemeinschaften aus allen Regionen Brasiliens.
Die Serie Êxtase kombiniert Bilder aus dem Katholizismus und der brasilianischen Religion Umbanda.

## Rezeption (Auswahl)
- „Aus Brasilien ist Guy Veloso zu erwähnen, der seine Fotografien über den Glauben präsentiert. Es ist kein dogmatischer oder systematischer Glaube, sondern ein Glaube, der in surrealen Bildern vorkommt und uns durch seine Unruhe fasziniert.“ – Simonetta Persichetti[13]
- “Bei Veloso sehen wir, wie durch den Körper die Präsenz von nicht wahrnehmbaren Schwingungen von Hingabe und religiösem Glauben etabliert wird.” – Isabel Dieges, Kuratorin[14]
- “(Veloso) zeigt (die Religion) Candomblé auf eine natürliche Art, instabil und voller Bewegung, wie jemand, der sie von innen betrachtet” – Eder Chiodetto[15]

## Gruppenausstellungen (Auswahl)
- 1993 – Galeria IBAC de Fotografia, Rio de Janeiro, Brasilien
- 1996 – Casa da Fotografia Fuji de São Paulo, São Paulo, Brasilien
- 1996 – Museu da República, Rio de Janeiro, Brasilien
- 1996 – 1. Internationale Biennale der Fotografie, Curitiba, Paraná, Brasilien
- 1996 – Galeria Funarte de Fotografia do Rio de Janeiro, Rio de Janeiro, Brasilien
- 1999 – 2. Foto Norte, Museu de Arte do Estado, Belém, Pará, Brasilien
- 1999 – 5. Monat der Fotografie, Quito, Ecuador
- 2000 – Centro Português de Fotografia, Porto, Portugal
- 2007 – 13. Noorderlicht Photofestival, Groningen, Niederlande[16]
- 2008 – Modern Photographic Expression of Brazil, Yokohama, Japan
- 2010 – 29. Biennale von São Paulo, São Paulo, Brasilien[17]
- 2011 – "GERAÇÃO 00 – A Nova Fotografia Brasileira" (Generation 00 - Neue brasilianische Fotografie), São Paulo, Brasilien[7]
- 2012 – 31. Salão Arte Pará, Brasilien[18]

## Einzelausstellungen (Auswahl)
- 2005 – Galeria Athos Bulcão, Teatro Nacional Cláudio Santoro[19], Fotoarte Brasília, Brasília, Brasilien

- 2006 – II Fotoamerica - Festival Chileno de Fotografia, Santiago, Chile
- 2006 – Galeria Fidanza, Museu de Arte Sacra, Belém, Brasilien
- 2006 – Leica Galerie, Solms[20]
- 2007 – Galeria do Conselho - Festival Agosto da Fotografia, Salvador, Brasilien

- 2008 – III Bienal Argentina de Fotografia Documental, Tucumán, Argentinien

- 2010 – Pavilhão das Artes – Palácio da Instrução, Cuiabá, Brasilien[21]
- 2010 – ALQUIMIA: Espaço Cultural Ateliê da Imagem, Rio de Janeiro, Brasilien

- 2017 – Museo De Las Americas[2] in Denver, USA